# El león y la rosa
«El león y la rosa» es el segundo episodio de la cuarta temporada de Juego de tronos, de la cadena HBO. Se transmitió por primera vez el 13 de abril de 2014. Fue escrito por George R. R. Martin y dirigido por Alex Graves.

## Argumento

### En Fuerte Terror
Ramsay Nieve (Iwan Rheon) se encuentra cazando sádicamente a una chica en el bosque con la ayuda de su siervo, Hediondo (Alfie Allen) y Myranda (Charlotte Hope). Cuando Lord Roose Bolton (Michael McElhatton) llega a Fuerte Terror, solicita ver a Hediondo y reprende a Ramsay por haberlo desollado y torturado. Roose considera intercambiar a Hediondo con los Hombres del Hierro a cambio de Foso Cailin, una fortificación que está impidiendo que el ejército Bolton regrese al norte. Ramsay, mientras es afeitado por su siervo, le comunica a este que Robb Stark está muerto. Roose envía a Locke (Noah Taylor) a encontrar y matar a Bran y Rickon Stark, de los que se ha enterado por Theon que todavía continúan vivos, y como tal, suponen una amenaza para su nuevo cargo de Guardián del Norte. Roose a su vez también envía a Ramsay, junto a Hediondo, a Foso Cailin con instrucciones para capturarlo. Como recompensa, Roose considerará legitimar a Ramsay, lo que haría de él un verdadero Bolton.

### Más allá del Muro
Al norte del Muro, Bran (Isaac Hempstead-Wright) emplea sus habilidades como Cambiapieles, viendo a través de los ojos de su lobo y matando a un ciervo. Despertado por Hodor (Kristian Nairn), Jojen (Thomas Brodie Sangster) y Meera Reed (Ellie Kendrick) le recuerdan que debe utilizar sus habilidades warg con moderación, pues pasar demasiado tiempo como tal podría provocar que su mente fuera abandonando su raciocinio humano. Al detenerse ante un arciano, Bran tiene una visión del Cuervo de tres ojos, quien le insta a continuar su viaje hacia más al norte. Bran le dice a sus compañeros que ahora sabe hacia donde deben ir.

### En Rocadragón
Al caer la noche, Melisandre (Carice van Houten) ordena quemar vivos en una hoguera a varios hombres de Stannis Baratheon (Stephen Dillane), incluyendo al hermano de Lady Selyse Florent (Tara Fitzgerald), como ofrenda al Señor de Luz. Tras la cena, Melisandre habla con Shireen Baratheon (Kerry Ingram), la hija de Stannis y Selyse, sobre el Señor de la Luz y le explica cómo los Siete Dioses son una mentira.

### En Desembarco del Rey
Tyrion (Peter Dinklage) y Jaime Lannister (Nikolaj Coster-Waldau) se encuentran desayunando, momento en el que Jaime expresa su vergüenza por la pérdida de su mano de la espada. Tyrion le anima a entrenar su mano izquierda, con lo que organiza clases con Bronn (Jerome Flynn) ya que, siempre que se le pague, guardará secretamente la ineptitud de Jaime. En el camino hacia el almuerzo de la boda, Lord Varys (Conleth Hill) informa a Tyrion que la reina sabe acerca de Shae (Sibel Kekilli) y que pronto informará a su padre, Lord Tywin Lannister (Charles Dance). Lord Mace Tyrell (Roger Ashton-Griffiths) se presenta ante el rey Joffrey Baratheon (Jack Gleeson) con una gran copa de oro como regalo nupcial, Tyrion le regala el libro "Vidas de Cuatro Reyes", antes de que le traigan la segunda espada de acero valyrio que Lord Tywin ordenó forjar. Joffrey emplea la espada para fácilmente hacer pedazos el gran libro, antes de nombrarla Lamento de Viuda. En sus aposentos, Tyrion trata en vano de conseguir que Shae se marche de la capital, ofreciéndole una casa en Pentos con sirvientes y oro, a lo que ella se niega entre lágrimas.
Tras la boda, Lord Tywin y Lady Olenna (Diana Rigg) charlan acerca de la deuda que tiene la Corona con el Banco de Hierro de Braavos. Ser Loras Tyrell (Finn Jones) se ve amenazado por Jaime, quien le dice que si osa casarse con Cersei (Lena Headey), probablemente acabará muerto mientras duerma. Después de las pertinentes felicitaciones por el casamiento, Brienne de Tarth (Gwendoline Christie) se enfrenta a Cersei, quien la acusa de estar enamorada de Jaime. Tywin y Cersei confrontan más tarde a su vez al príncipe Oberyn Martell (Pedro Pascal) y su amante, Ellaria Arena (Indira Varma). Los cuatro comparten una tensa conversación, donde Oberyn les recuerda que Myrcella está siendo protegida en Dorne. Los eventos son entonces interrumpidos por Joffrey, quien presenta una obra de teatro que representa la Guerra de los Cinco Reyes. Los papeles de cada rey están representados por enanos, trastornando a muchos de los invitados, en especial a Tyrion. Cuando Joffrey intenta conseguir que Tyrion participe en la obra, se niega, acompañando burlas hacia el rey. Joffrey entonces vierte una copa de vino sobre la cabeza de Tyrion y le ordena que sea su copero, tirando y pateando la copa de vino a propósito para que Tyrion vaya a recogérsela.
Joffrey sigue avergonzando a su tío y le exige que se arrodille, antes de que su esposa, la reina Margaery Tyrell (Natalie Dormer) interrumpa el momento, llamando la atención de un gran pastel. Mientras Joffrey devora la empanada, continúa ordenando a Tyrion que le sirva vino, hasta que comienza a toser y a indicar que se está ahogando. Cuando empieza a cundir el pánico entre la multitud, Dontos Hollard (Tony Way) implora a Sansa Stark (Sophie Turner) que huyan juntos. Cuando Lady Olenna grita a la muchedumbre que ayuden al rey, éste cae al suelo y se hace evidente que lo más probable es que haya sido envenenado. Cersei y Jaime corren hacia Joffrey quien, en sus últimos momentos de vida, señala con el dedo a Tyrion como el responsable. Furiosa, Cersei ordena la detención de Tyrion acusándolo de asesinar al rey.

## Reparto

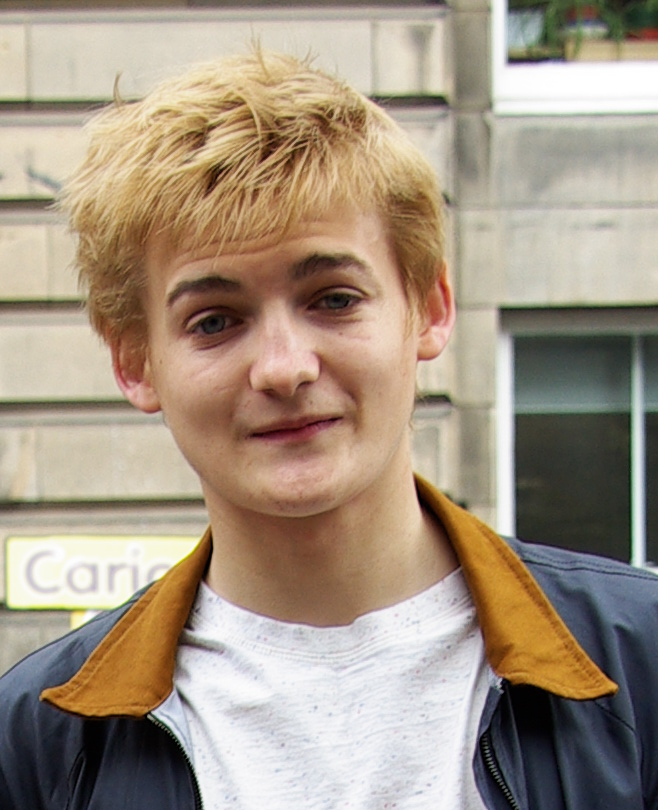
Jack Gleeson interpretó por última vez al rey Joffrey Baratheon en este episodio. Gleeson decidió abandonar su carrera de actor a la corta edad de veintiún años para centrarse en su vida académica.

Este episodio marca la última aparición de Jack Gleeson, que interpreta a Joffrey Baratheon en la serie desde la primera temporada, mientras que Iwan Rheon (Ramsay Nieve) es promovido a personaje regular. En un cameo, la banda islandesa Sigur Rós interpretó Las lluvias de Castamere en una escena en la boda del rey y de nuevo durante los créditos finales.
Hablando sobre su participación en el episodio, Gleeson comentó que la escena final había sido «complicada» de rodar aunque a la vez «excitante».  Alabó el trabajo y los consejos del director Alex Graves, puesto que le resultó difícil imaginar cómo alguien moriría de forma tan horrible y recrearlo en pantalla. También mencionó conocer el destino de su personaje desde el comienzo.
Emilia Clarke (Daenerys Targaryen), Kit Harington (Jon Nieve), Aidan Gillen (Petyr Baelish), Iain Glen (Jorah Mormont), Rose Leslie (Ygritte), John Bradley (Samwell Tarly), Kristofer Hivju (Tormund), Maisie Williams (Arya Stark) y Rory McCann (Sandor Clegane) no aparecen y no se acreditan en este capítulo. Contrariamente a los informes de prensa anteriores, Michael McElhatton (Roose Bolton) quedó acreditado únicamente como estrella invitada en el episodio.

## Recepción
El león y la rosa fue visto por aproximadamente 6,31 millones de personas durante su primera emisión.
El episodio recibió unanimidad de críticas positivas; las 34 críticas de Rotten Tomatoes resultaron positivas.
James Poniewozik de Time dijo que fue «quizás el mejor episodio» de la serie, alabando particularmente la secuencia de la boda. Todd VanDerWerff de The A.V. Club, calificó el episodio con una «A», asegurando que se trataba de «uno de los mejores episodios de la serie, siendo la boda de Joffrey una de las mejores secuencias de toda la saga». VanDerWerff alabó el guion de Martin así como la dirección de Alex Graves, del que dijo "inteligentemente crea un verdadero sentido de tensión a lo largo de la secuencia, incluso cuando nada particularmente dramático está ocurriendo." En su crítica para IGN, Matt Fowler otorgó al episodio una nota de 9.4/10 y señaló que «presentó una muerte chocante que en realidad complacería a una inmensa mayoría».
TVLine nominó a Jack Gleeson como "Intérprete de la semana" por su actuación en el episodio.